# Liste der denkmalgeschützten Objekte in Hüttschlag
Die Liste der denkmalgeschützten Objekte in Hüttschlag enthält die denkmalgeschützten, unbeweglichen Objekte der Gemeinde Hüttschlag.

## Denkmäler
| Foto |                 | Denkmal                                                      | Standort                              | Beschreibung | Metadaten |
| ---- | --------------- | ------------------------------------------------------------ | ------------------------------------- | --- | --- |
| ja   | Datei hochladen | Pfarrhof HERIS-ID: 27594 Objekt-ID: 24121                    | Hüttschlag 18 Standort KG: Hüttschlag | Der Pfarrhof westlich der Kirche ist ein zweigeschoßiger Holzblockbau aus dem Jahr 1677. | BDA-Hist.: Q37912348 Status: § 2a Stand der BDA-Liste: 2025-06-30 Name: Pfarrhof GstNr.: .77                                           |
| ja   | Datei hochladen | Rathaus/Gemeindeamt HERIS-ID: 27595 Objekt-ID: 24122         | Hüttschlag 19 Standort KG: Hüttschlag | | BDA-Hist.: Q37912367 Status: § 2a Stand der BDA-Liste: 2025-06-30 Name: Rathaus/Gemeindeamt GstNr.: .64                                |
| ja   | Datei hochladen | Kath. Pfarrkirche hl. Josef HERIS-ID: 27592 Objekt-ID: 24119 | Standort KG: Hüttschlag               | Die Pfarrkirche steht, vom Friedhof umgeben, erhöht am südöstlichen Ortsrand. Der vierjochige Barockbau mit vorgesetztem Westturm stammt aus dem Jahr 1679. Im gleichen Jahr wurde auch der Säulenhochaltar geschaffen. Die Seitenaltäre und die Kanzel entstanden zwischen 1700 und 1750. | BDA-Hist.: Q37912312 Status: § 2a Stand der BDA-Liste: 2025-06-30 Name: Kath. Pfarrkirche hl. Josef GstNr.: .86 Pfarrkirche Hüttschlag |